# Beesonia ferrugineus
Beesonia ferrugineus är en insektsart som först beskrevs av Walter Wilson Froggatt 1921.  Beesonia ferrugineus ingår i släktet Beesonia och familjen Beesoniidae. Inga underarter finns listade i Catalogue of Life.